# Pietro Conti (1827-1878)
Pietro Conti (San Donà di Piave, 18 settembre 1827 – Bologna, 20 aprile 1878) è stato un politico italiano.

## Biografia
Fu Deputato del Regno di Sardegna per la VII legislatura, e successivamente Deputato del Regno d'Italia nella VIII legislatura del Regno d'Italia.